# Onciale 0162
- Papyrus
- Onciale
- Minuscules
- Lectionnaire

Le Codex 0162, portant le numéro de référence 0162 (Gregory-Aland) ε 023 (von Soden), est un manuscrit du Nouveau Testament sur parchemin écrit en écriture grecque onciale.

## Description
Le codex se compose d'une folio. Il est écrit en une colonne, de 20 lignes par colonne. Les dimensions du manuscrit sont 16 x 15 cm. Les paléographes datent ce manuscrit du IIIe siècle ou IVe siècle,. 
C'est un manuscrit contenant le texte incomplet de l'Évangile selon Jean (2,11-22). 
Le texte du codex représenté est de type alexandrin. Kurt Aland le classe en Catégorie I. 
Lieu de conservation
Il est actuellement conservé à la Metropolitan Museum of Art (09.182.43).